# Machen (pays de Galles)
Machen est une petite ville à cinq kilomètres à l'est de Caerphilly, au sud du Pays de Galles. Elle est située dans la circonscription de Caerphilly, dans les limites historiques du Monmouthshire. 
Bedwas et Trethomas, lui sont limitrophes et forment avec elle une paroisse civile. 
La localité se trouve sur la Rhymney. Le sommet de Mynydd Machen (Machen Mountain) offre un panorama sur le village. Il est possible de marcher jusqu'en haut de la montagne où se trouvent de nombreux gros rochers. [citation nécessaire]

## Histoire industrielle
Machen est un village enraciné dans les industries du fer et du charbon dès le XVIIe siècle.
Bien que peu de traces subsistent, le village a été le siège de la Forge de Machen et de plusieurs mines de charbon. Un sentier d'histoire locale permet la visite de certains de ces sites. Machen Forge a été l'une des premières unités à adopter le procédé Osmond pour la production de fer forgé.
La gare de Machen a fermé ses portes en 1964, c'était une jonction importante sur le Brecon and Merthyr Railway, avec une branche à Caerphilly sur le Pontypridd, Caerphilly and Newport Railway. Elle a fermé aux passagers en 1956. Un viaduc ferroviaire à plusieurs arches subsiste là où la voie est de la ligne Caerphilly Branch passe au-dessus de la rivière. Il a été construit pour permettre aux trains lourds de Caerphilly de contourner la pente de 1 / 39e jusqu'à Machen. La branche ouest traverse la rivière Rhymney à Fountain Bridge avant de rejoindre la branche est à Gwaun-y-Bara. 
Le pont de la fontaine où la route principale entre Tréthomas et Machen traversait le chemin de fer a été ainsi nommée parce que, pendant de nombreuses années, avant les modifications de la route, une source coulait sur le bord de la route, près du pont. Le point où la source jaillissait a été façonné en un « puits de fontaine » en pierre, malheureusement démoli pendant les travaux de voirie pour améliorer la route.
Aujourd'hui, une succursale résiduelle de B&MR reste ouverte pour desservir la carrière Hanson Aggregates à Machen.
À Waterloo, une usine de ferblanterie fournissait de la matière première à l'usine d'avions qui se trouvait autrefois près de la fonderie, au-dessus du Royal Oak à Machen.
Près de l'unité métallurgique de Waterloo, mais de l'autre côté du chemin de fer, se trouvait l'usine Coates Brothers Paint Works, devenue ensuite la division de peinture Valspar et plus tard associée à la production d'encres et de colorants. Il ne reste plus rien des bâtiments de l'usine, maintenant démolis, mais des projets de construction de logements sont en cours d'élaboration.

## Jumelage
France Sautron depuis 1993.

## Personnalités
- Ron Davies (Machen, 1946- ), « l'architecte de la dévolution galloise ». Il a été honoré en tant que membre du Gorsedd avec le nom bardique "Ron o Fachen" (Ron de Machen).
- Alfred Edward Morgans (17 février 1850 - 10 août 1933), Premier ministre d'Australie-Occidentale pendant seulement 32 jours en 1901, est né à Machen.
- Hazel Short (née Spargo, 1927–2017), militante locale et résidente de Machen toute sa vie.
- Ian Thomas (né en 1979), ancien joueur de cricket du Glamorgan County Cricket Club, originaire de Machen. Il a joué pour Glamorgan entre 1998 et 2005, remportant deux trophées de tournois d'une journée avec le club. Il est également connu pour avoir performé au cours du premier Twenty20 télévisé en 2004 (116-0 contre Somerset)[3].

## Recherche en santé
Des hommes de Machen participent à l'une des études épidémiologiques les plus anciennes au monde - l'étude des maladies cardiaques de Caerphilly (Caerphilly Heart Disease Study). Depuis 1979, un échantillon représentatif d'hommes adultes nés entre 1918 et 1938, vivant à Caerphilly et dans les villages environnants de Abertridwr, Bedwas, Senghenydd et Trethomas , ont participé à l'étude. Un large éventail de données sur la santé et le mode de vie a été collecté, il a servi de base à plus de 400 publications dans la presse médicale. Un rapport notable portait sur les réductions des maladies vasculaires, du diabète, des troubles cognitifs et de la démence attribuables à un mode de vie sain.

## Archives communautaires du Pays de Galles
En 2008, Machen Remembered, le groupe gestionnaire des archives locales, a reçu l'aide de Community Archives Wales, pour scanner et télécharger les archives complètes de la ville. De nombreuses photos de Machen sont maintenant disponibles pour consultation sur le site Web.

## Groupes communautaires
Machen Rural Market est un lieu de rassemblement social mensuel proposé par Cotyledon Business and Management CIC. La philosophie du marché est de proposer des produits artisanaux et des produits cultivés localement aux communautés locales.

## Religion
- Angeology  - Le Quatrième Ciel, Machanon ou Machen est gouverné par l'Archange Michael, "C'est le site de la Jérusalem céleste, le saint Temple et son autel" ( Godwin, p. 122). On dit qu'elle abrite la ville du Christ, elle serait le lieu de naissance des anges[6],[7].